# Mar Ligure
Il Mar Ligure, anticamente Mar Ligustico, (Mâ da Liguria in ligure, Mer Ligurienne in francese, Mari Licuru in còrso, Mar Ligura in occitano) è la parte più settentrionale del Mediterraneo occidentale.

## Storia

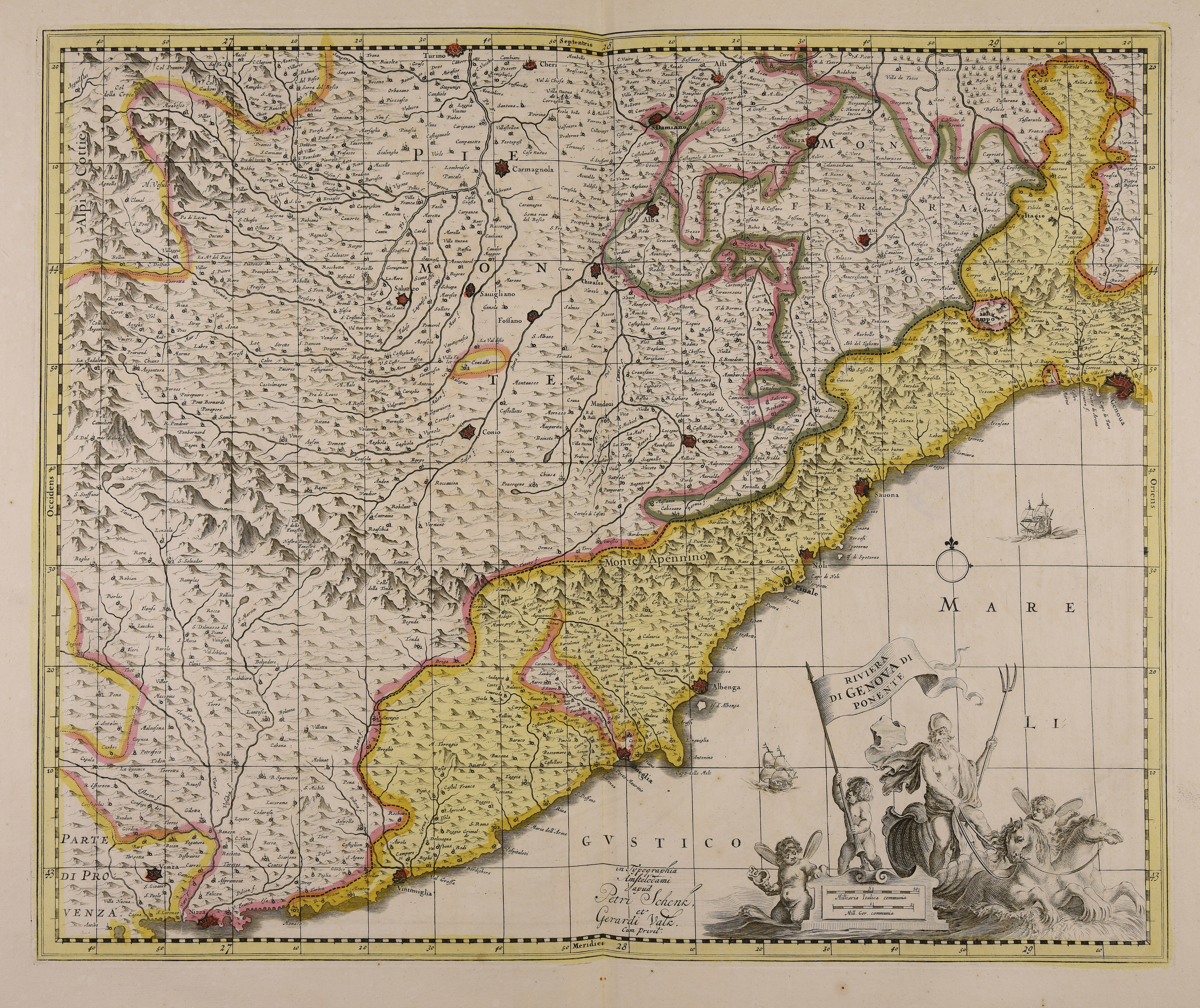
Mare Ligustico nella carta Riviera di Genova di Ponente del XVII secolo

In antichità il Mar Ligure si chiamava, in latino, Mare Ligusticum, il mare che bagnava le terre abitate dagli antichi Liguri, definito tra Rodano e Arno. Nel V secolo a.C. il territorio abitato da questa popolazione si estendeva ben oltre i confini dell'attuale Liguria e la stessa Repubblica di Genova, comprendendo parte dell'attuale costa francese e di quella toscana fino all'altezza di Livorno.
Il mar Tirreno (mare Tyrrhenum) prende invece il nome dal popolo dei Tirreni (Tyrsenoi o Tyrrhenoi), meglio conosciuti come Etruschi, i cui territori nell'VIII secolo a.C. si estendevano fino alla foce dell'Arno nei pressi di Pisa, e che nei due secoli successivi ampliarono il loro raggio d'azione fino alla foce del fiume Magra e perciò su alcuni scritti internazionali la parte del mar ligure che bagna le spiagge toscane è detta "alto tirreno".

## Confini
I confini del mar Ligure sono variamente definiti, a seconda del criterio adottato.
Secondo un criterio, il confine sud-occidentale è delimitato da una linea immaginaria che collega Punta di Revellata, a ovest di Calvi, nella Corsica settentrionale, con Capo Ferrato ad est di Nizza, mentre il confine sud-orientale, che lo delimita dal mar Tirreno, corre tra Capo Corso e il promontorio di Piombino, passando attraverso il canale di Corsica, l'Isola d'Elba e il canale di Piombino.
Secondo la tradizione geografica italiana e l'Organizzazione idrografica internazionale, in un documento del 1953 tuttora in vigore, il confine sud-occidentale è delimitato da una linea immaginaria che congiunge Capo Corso con il confine italo-francese (Ponte San Luigi), mentre il confine sud-orientale è delimitato da una linea che va da Capo Corso all'isola del Tinetto, quindi da una linea che congiunge l'isola del Tino e la Palmaria fino a Punta San Pietro, nei pressi del golfo della Spezia. Questo confine è in via di ridefinizione: infatti la stessa Organizzazione ha pubblicato una bozza del documento definitivo sui limiti dei mari che fa coincidere il confine sud-orientale del Mar Ligure con una linea che unisce la costa toscana lungo il 43º parallelo al Capo Corso e quindi fino a Capo Grosso.
La definizione tuttora in vigore presso l'Organizzazione idrografica internazionale, che corrisponde grosso modo a quella tradizionale, attribuisce l'intera costa toscana (fino alla foce della Magra) al mar Tirreno (con l'eccezione del golfo della Spezia e del promontorio del monte Marcello da Lerici ad Ameglia, che secondo l'Organizzazione sarebbe parte del Tirreno). Questa versione tradizionale dei confini ha portato a varie conseguenze: vicino a Pisa negli anni trenta è stata fondata una località balneare denominata Tirrenia; il quotidiano di Livorno si chiama Il Tirreno e Viareggio come pure Castiglioncello sono popolarmente definite le Perle del Tirreno. Occorre inoltre considerare che nelle carte dell'Ottocento il mare che bagnava la Toscana era talvolta chiamato Mare Toscano.
Secondo l'Istituto Idrografico della Marina Militare Italiana usa "Mar Ligure" (da San Vincenzo in giù, "Mar Tirreno") nel portolano relativo alla costa toscana settentrionale.

## Caratteristiche fisiche

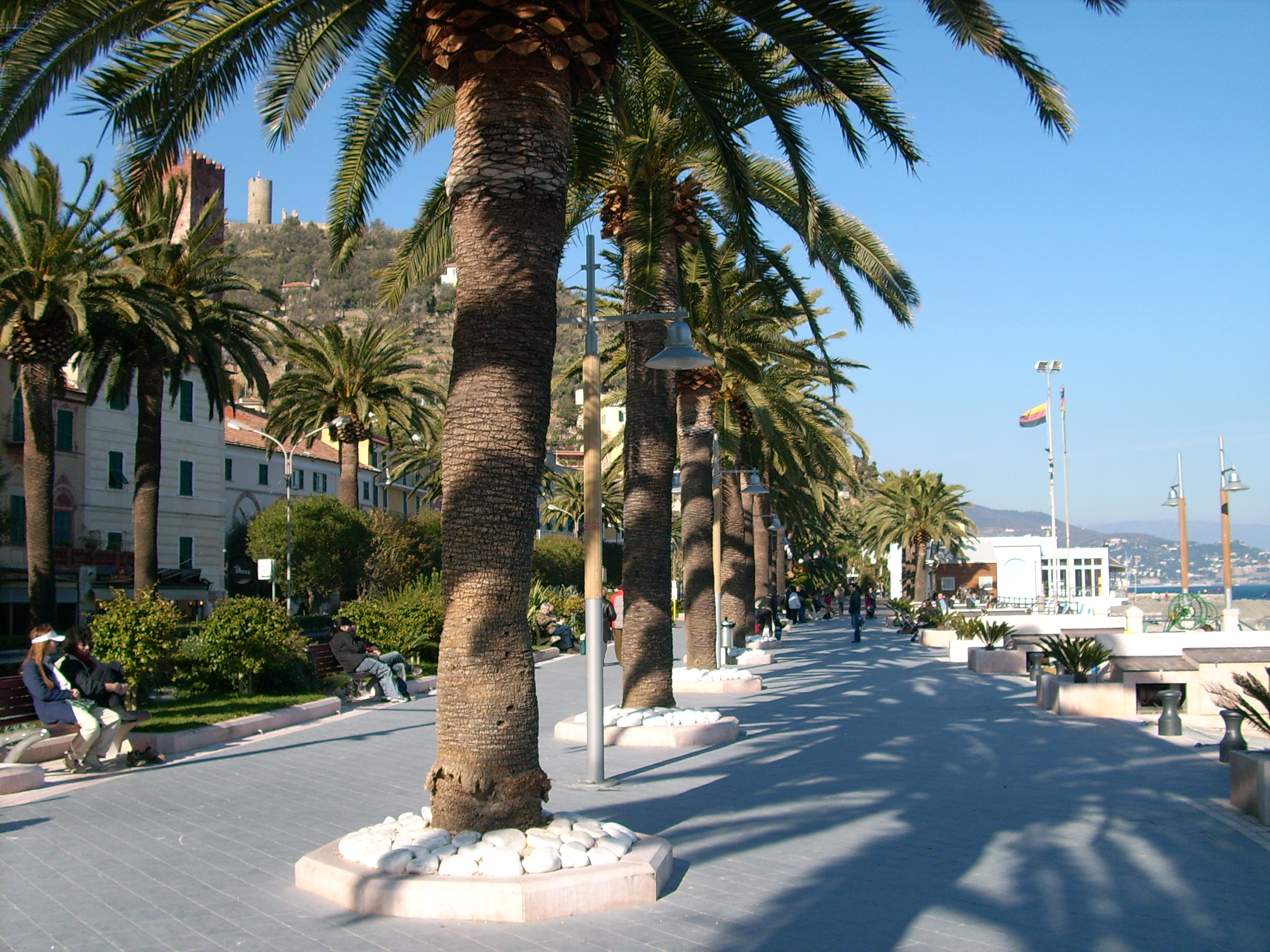
Riviera delle Palme (Riviera Ligure di ponente)

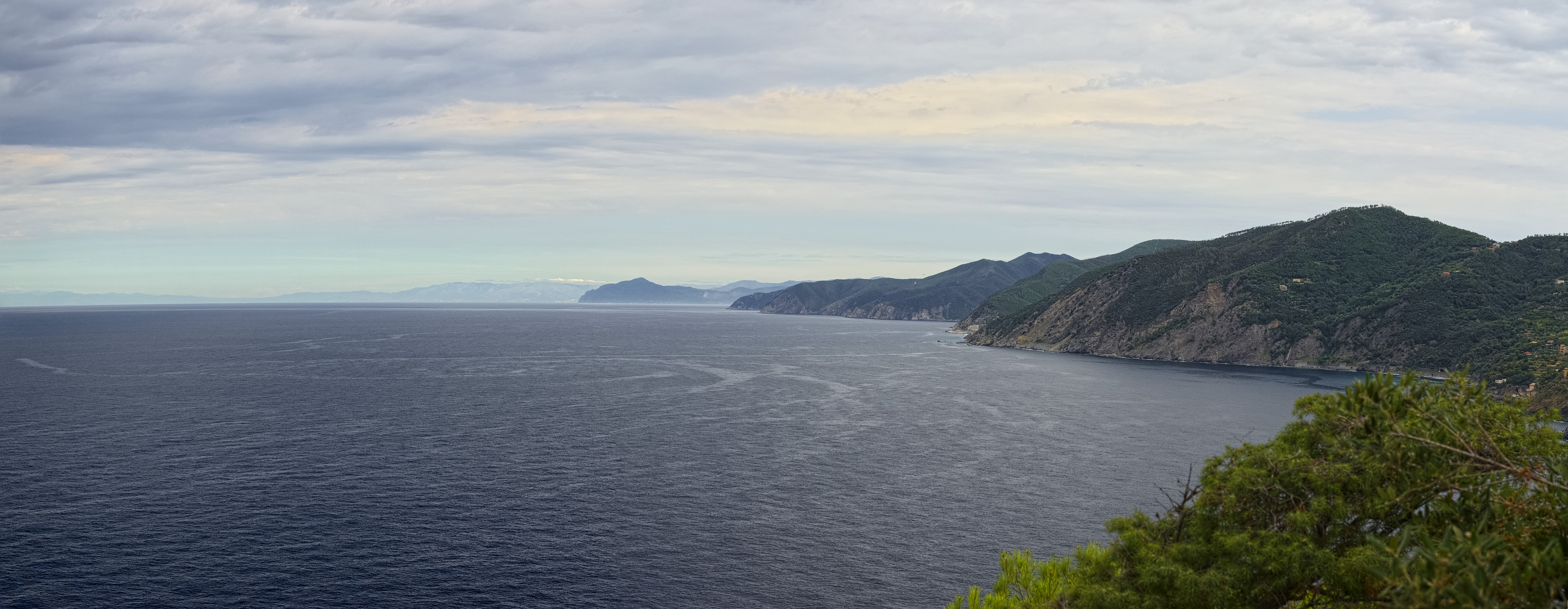
Golfo di Genova

Il Mar Ligure va dalla Liguria alla Corsica: è piccolo, ma profondo, e le montagne arrivano fino al mare. Le sue coste sono alte e le spiagge sono poche e piccole.
Nella parte più settentrionale si trova il golfo di Genova che ne è interamente compreso.
Il mare riceve da est le acque dell'Arno e di molti altri fiumi di origine appenninica come il Serchio e il Magra.

Lungo le sue coste si trovano importanti scali portuali commerciali dei quali il maggiore è il porto di Genova. Altri porti di rilievo sono quelli di Mentone, di Savona, della Spezia, di Imperia, di Carrara, di Piombino e di Livorno.
Il Mar Ligure raggiunge a nord-ovest della Corsica una profondità massima di più di 2850 m.
Nonostante le correnti dei due mari si incrocino e influenzino a vicenda, va considerato un mare a sé dal Maditerraneo per le sue caratteristiche biologiche e ambientali.
Nel mar Ligure vi sono cinque vulcani sottomarini, attualmente estinti. Sono: "Ulisse", "Occhiali", "Genova", "Spinola " e "Calipso" (scoperti recentemente e formatisi nel Miocene tra la Corsica ed il "canyon" sottomarino di Genova). Inoltre nel 2017 tra l'isola di Gorgona e l'isola d'Elba si sono verificati fenomeni eruttivi che indicano l'esistenza di un vulcano sottomarino di fango.

### Coste e riviere
- Riviera ligure
  - Riviera di Ponente
  - Riviera di Levante
- Riviera Apuana
- Versilia

### Golfi

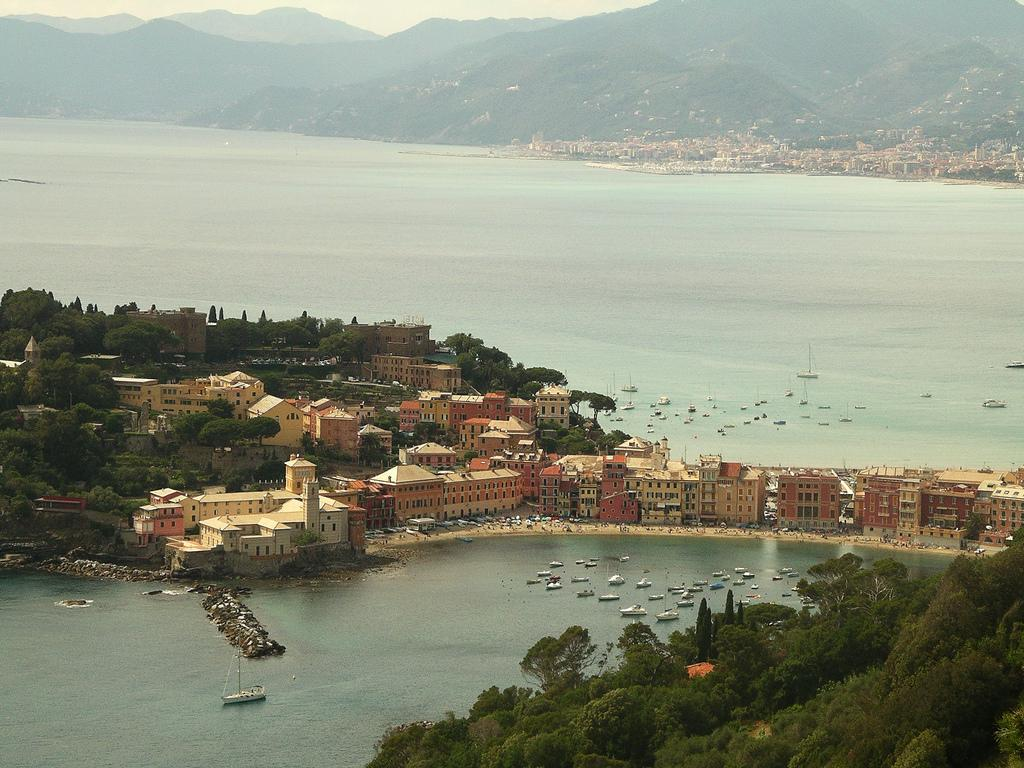
Sestri Levante e Golfo del Tigullio (Riviera ligure di levante)

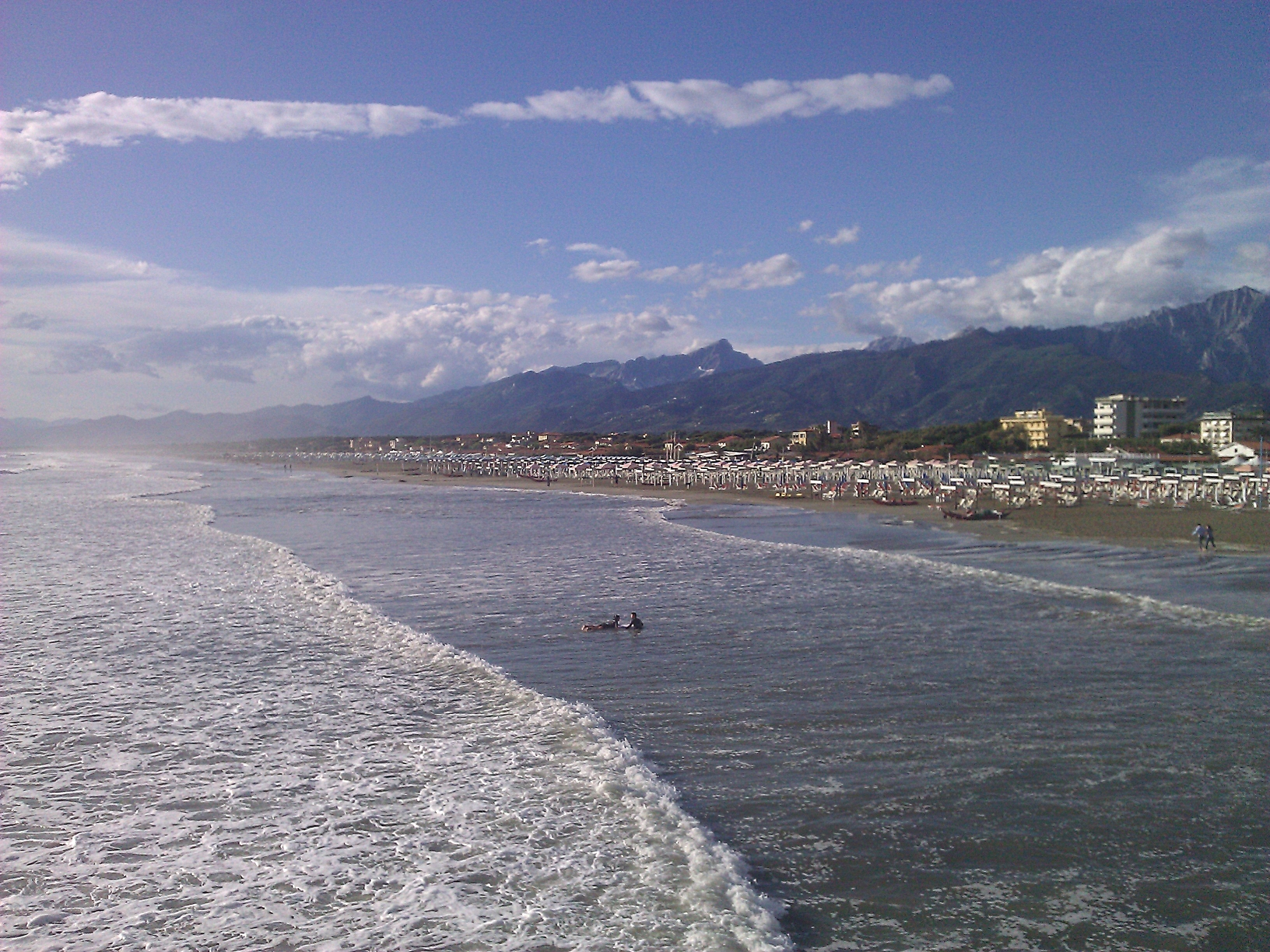
Versilia

- Golfo di Genova
  - Golfo del Tigullio
  - Golfo Paradiso
- Golfo della Spezia
- Golfo di Baratti

## Protezione dell'ambiente

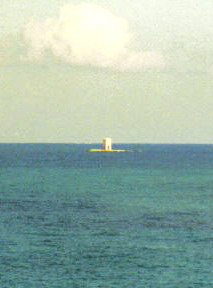
La Torre della Meloria al largo di Livorno

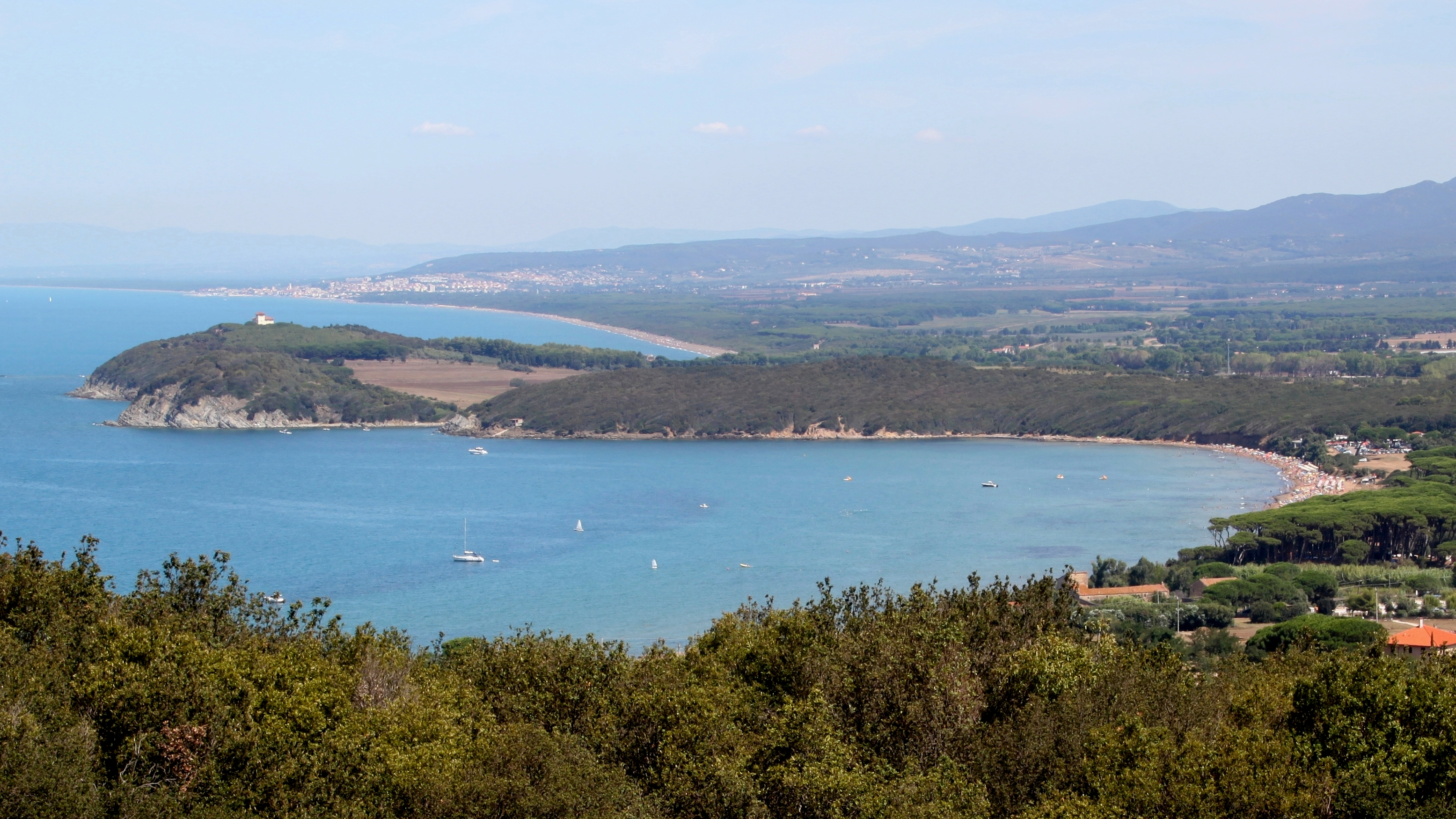
Golfo di Baratti

Allo scopo di proteggere le numerose specie di cetacei presenti nel Mar Ligure, la Francia e l'Italia lo hanno classificato nel 1999 come SPAMI Specially Protected Areas of Mediterranean Importance (ovvero area del mar Mediterraneo di particolare importanza).
Il Santuario dei Cetacei del Mar Ligure copre un'area di 84000 km² nella zona di mare aperto davanti al confine tra Francia e Italia. È una delle zone del Mediterraneo dove con più facilità è possibile avvistare gruppi di cetacei. Battelli adibiti all'avvistamento di questi mammiferi marini partono dai principali porti turistici della Provincia di Imperia, come quello di Porto Maurizio.
Nel 1996 l'Italia ha istituito il Parco Nazionale dell'Arcipelago Toscano grazie al quale sono salvaguardate le sette isole maggiori dell'arcipelago e i fondali con tutta l'importante fauna sia del mar Tirreno sia del Ligure. È attualmente il più grande parco marino d'Europa.
Nel 1999 è stato istituito il Parco nazionale delle Cinque Terre, in Liguria, interamente nella Provincia della Spezia, che per le bellezze naturalistiche del suo territorio è un'importante meta turistica per chi è interessato non esclusivamente al turismo balneare.

### Fauna
Tra le specie che vivono nel Mar Ligure e che risalgono i fiumi che sfociano in questo mare per riprodursi vi è la cheppia (Alosa fallax).

## Territori bagnati dal Mar Ligure
| Stato   | Regione                     | Dipartimento o Provincia |
| ------- | --------------------------- | ------------------------ |
| Francia | Provenza-Alpi-Costa Azzurra | Alpi Marittime           |
| Francia | Corsica                     | Alta Corsica             |
| Monaco  |                             |                          |
| Italia  | Liguria                     | Imperia                  |
| Italia  | Liguria                     | Savona                   |
| Italia  | Liguria                     | Genova                   |
| Italia  | Liguria                     | La Spezia                |
| Italia  | Toscana                     | Massa-Carrara            |
| Italia  | Toscana                     | Lucca                    |
| Italia  | Toscana                     | Pisa                     |
| Italia  | Toscana                     | Livorno                  |

## Comuni importanti che vi si affacciano
- Dipartimento delle Alpi Marittime: Saint-Jean-Cap-Ferrat, Roccabruna, Mentone
- Provincia di Imperia: Ventimiglia, Bordighera, Sanremo, Imperia
- Provincia di Savona: Alassio, Albenga, Loano, Finale Ligure, Savona, Albisola Superiore, Celle Ligure, Varazze
- Provincia di Genova: Cogoleto, Arenzano, Genova, Recco, Camogli, Santa Margherita Ligure, Rapallo, Chiavari, Lavagna, Sestri Levante, Moneglia
- Provincia di La Spezia: La Spezia, Sarzana, Ameglia, Lerici, Portovenere, le Cinque Terre, Levanto, Bonassola
- Provincia di Massa-Carrara: Carrara, Massa
- Provincia di Lucca: Viareggio, Forte dei Marmi, Pietrasanta, Camaiore
- Provincia di Pisa: Pisa, San Giuliano Terme, Vecchiano
- Provincia di Livorno: Livorno, Rosignano Marittimo, Cecina

## Galleria d'immagini

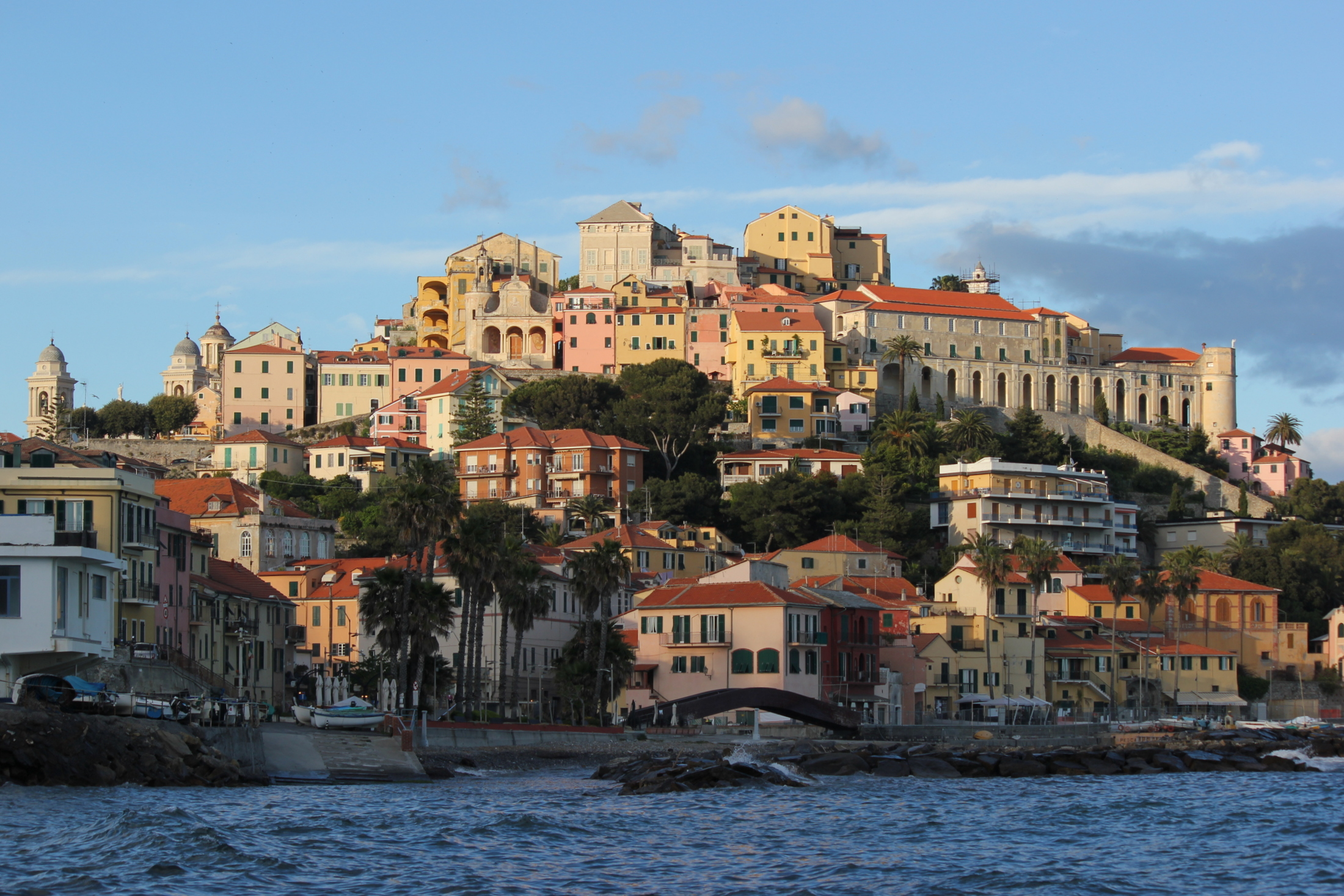
Imperia
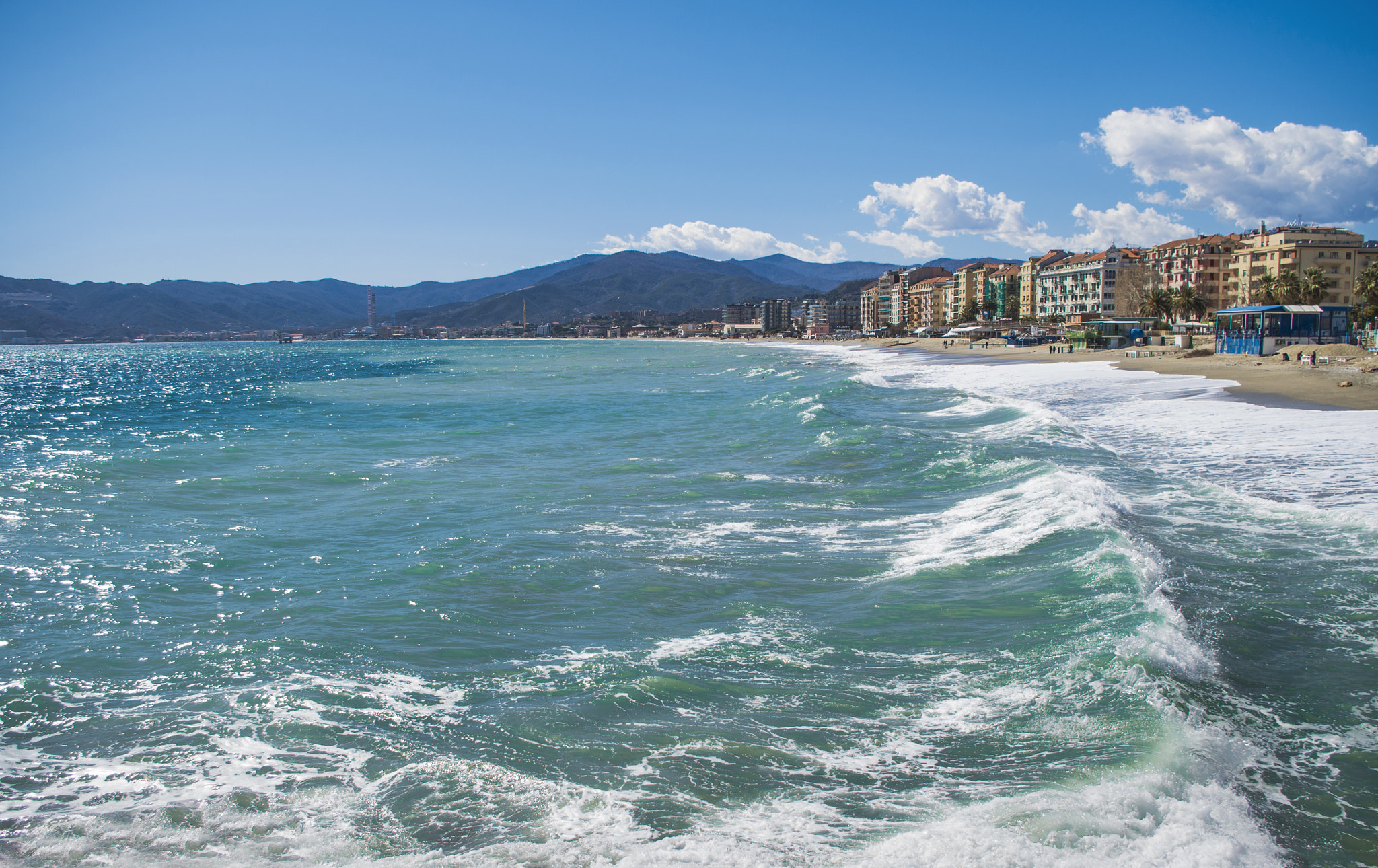
Savona
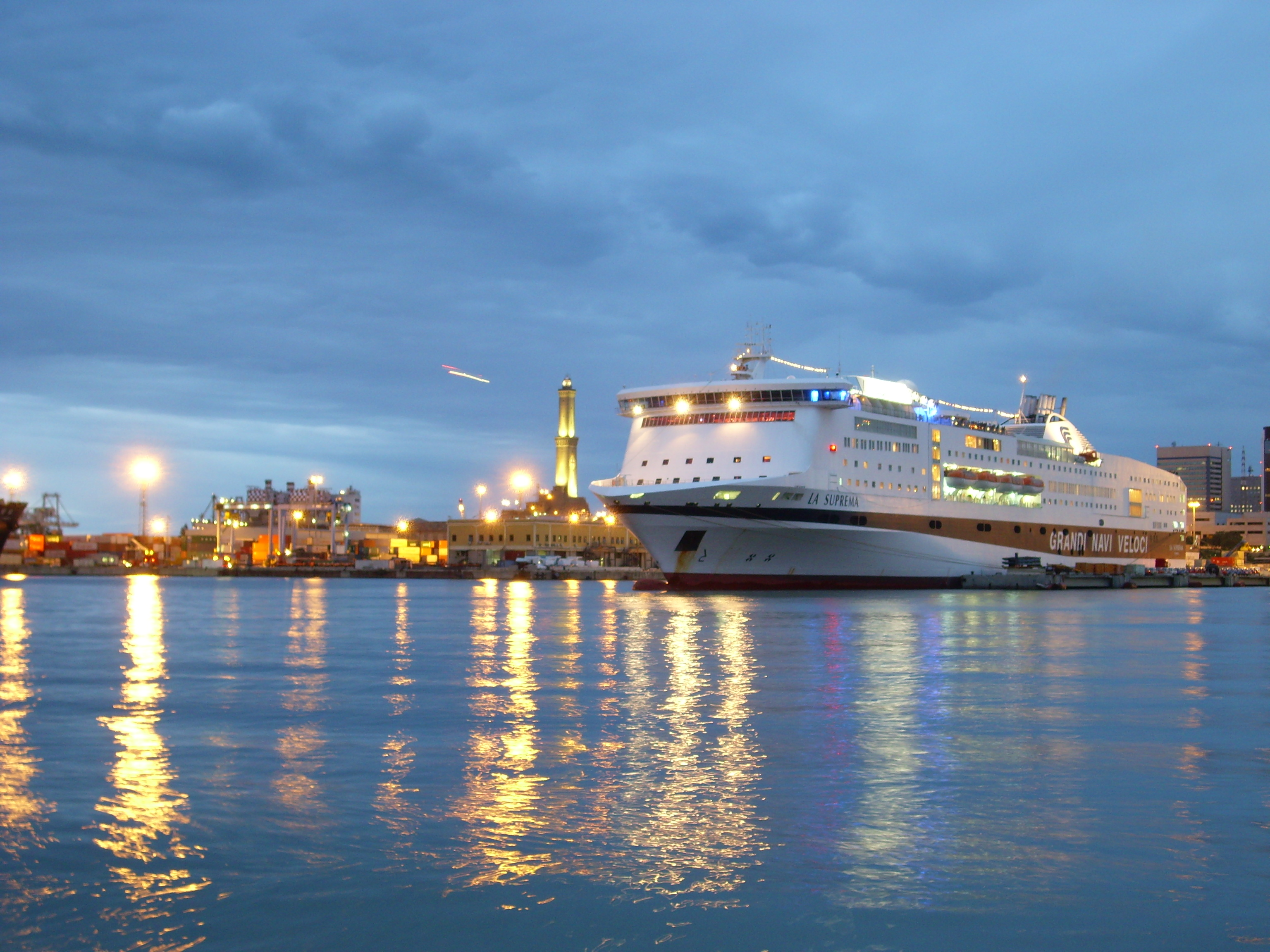
Genova
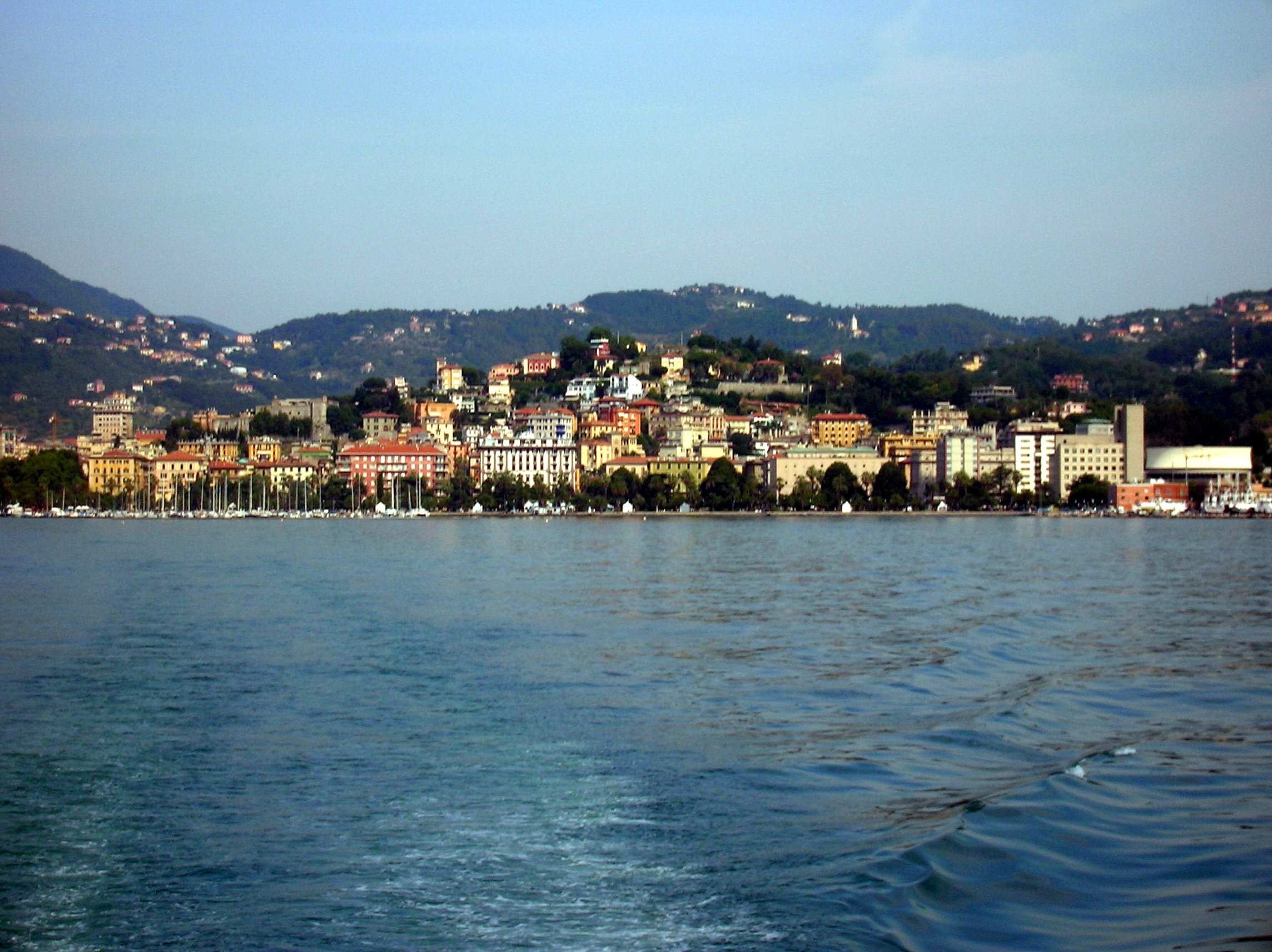
La Spezia
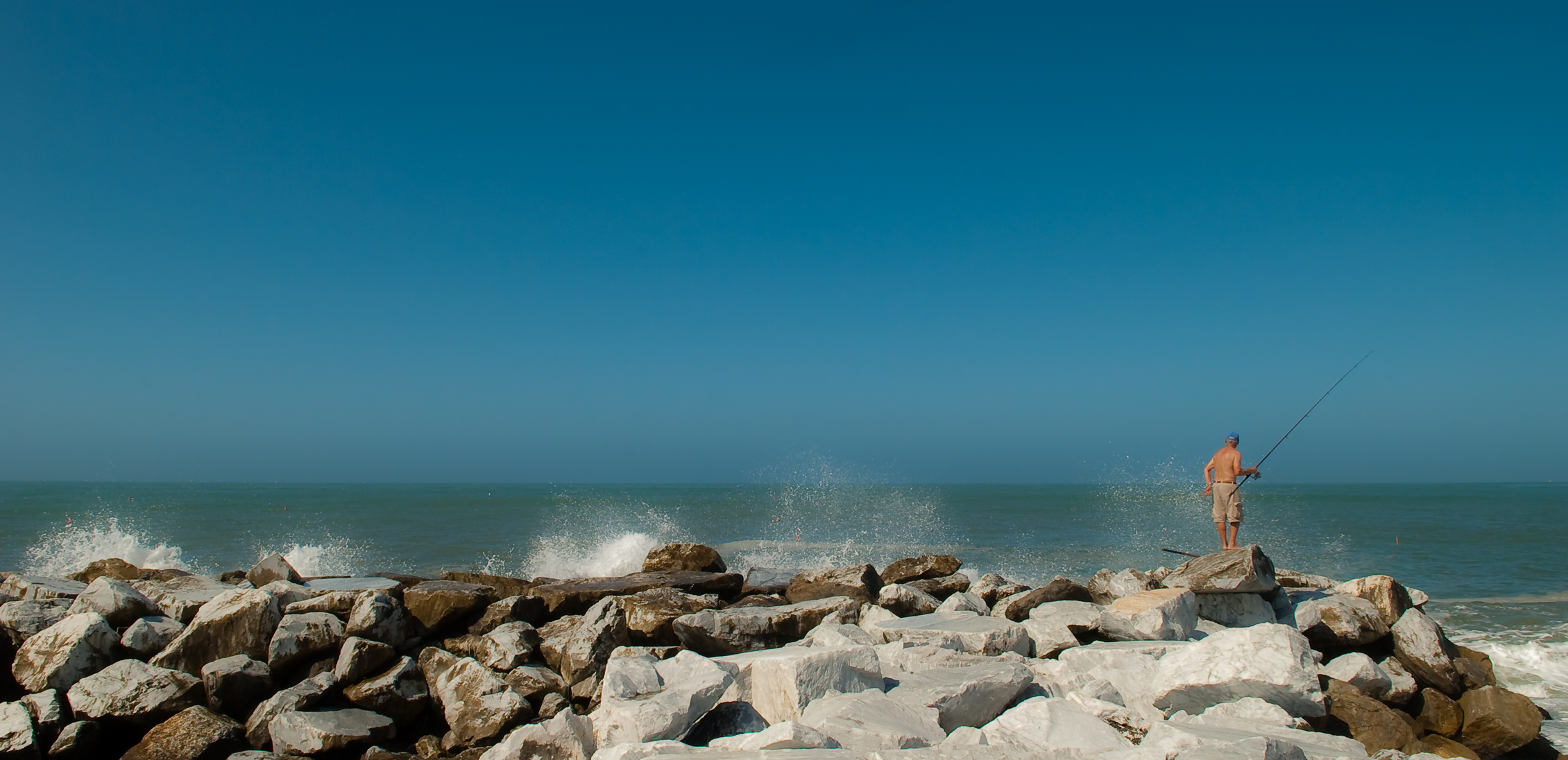
Massa
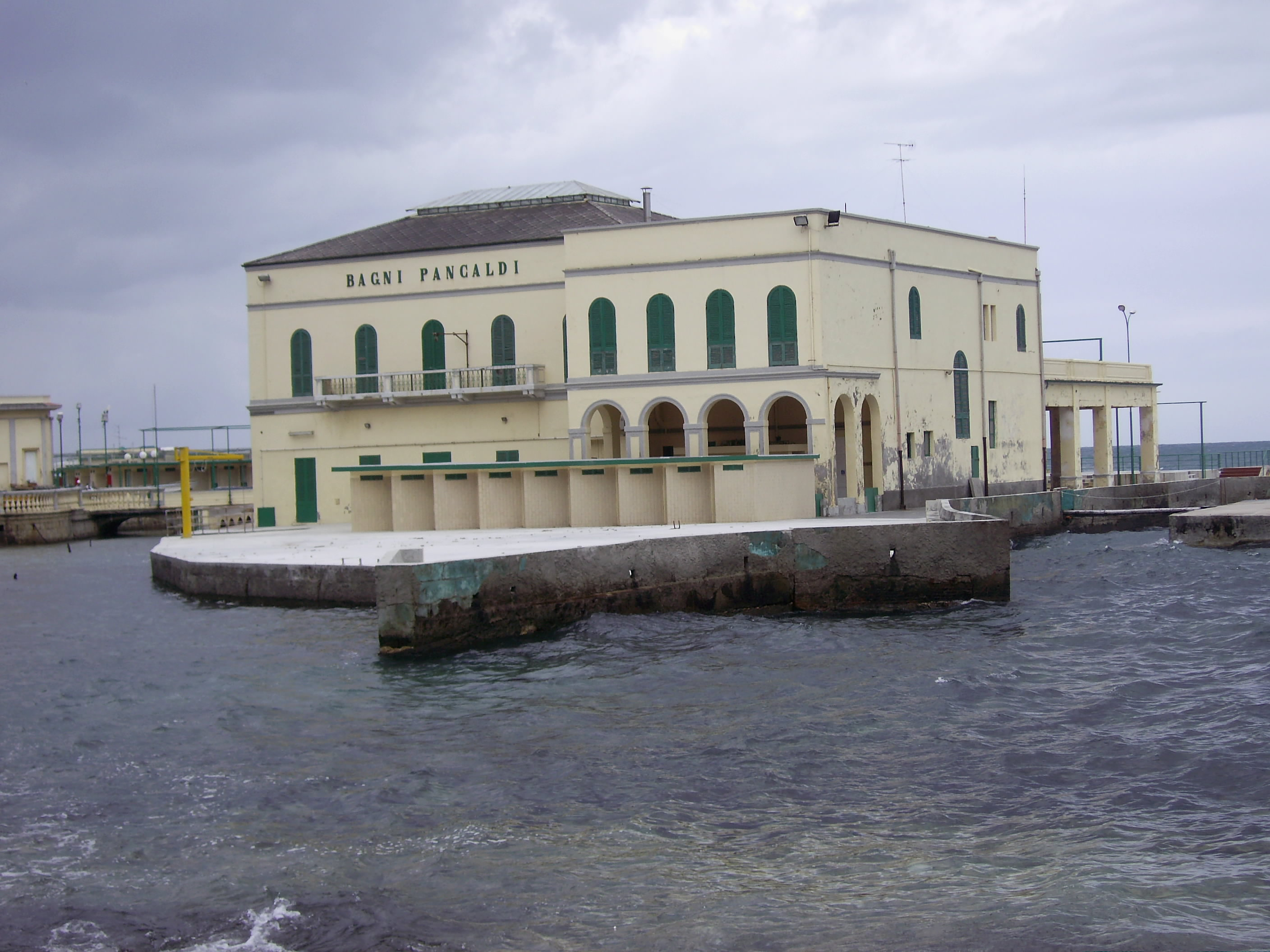
Livorno